# Timoteo Giaccardo
Timoteo Giaccardo (13 juin 1896 - 24 janvier 1948), est un prêtre catholique italien. Il est connu pour avoir été le vicaire général de la Société de saint Paul, dont il fut aussi le premier prêtre, et pour avoir été le plus proche collaborateur du fondateur Giacomo Alberione. Il est vénéré comme bienheureux par l'Église catholique. Il est commémoré le 24 janvier selon le Martyrologe romain.

## Biographie
Timoteo Giaccardo naît à Narzole, près de Coni, en Italie, le 13 juin 1896. C’est au cours de ses études au séminaire d'Alba qu’il rencontre Don Giacomo Alberione, qui est alors directeur spirituel. Lorsque celui-ci lance en 1914 une imprimerie de fortune pour diffuser le message chrétien à travers la « bonne presse », Timoteo figure parmi ses jeunes compagnons qui l'aide dans ses travaux. 
Il participe ainsi à la fondation de la Société de saint Paul, dont il sera le premier prêtre à en être issu, en 1919. Animé par un grand zèle apostolique, il se donne entièrement au développement de la Famille paulinienne. Don Giaccardo devient le vicaire général de la Société au titre duquel il se démène pour obtenir les approbations de la part des autorités ecclésiastiques et développe avec une grande énergie les autres instituts, notamment féminins, fondés par don Alberione. Il sera en parallèle le formateur des futurs prêtres et religieux de la Société de saint Paul, à qui il laissa un profond exemple de sainteté. 
Collaborateur très fidèle du fondateur, don Alberione, celui-ci le surnommait « le fidèle des fidèles ». Ayant offert sa vie pour le développement de l'œuvre, il mourut dans la maladie le 24 janvier 1948. 

## Béatification et canonisation
- Le pape Jean-Paul II le déclare vénérable le 9 mai 1985.
- Il est proclamé bienheureux le 22 octobre 1989 également par Jean-Paul II.
- Il est commémoré le 24 janvier selon le Martyrologe romain[1].